# Vittatopothyne flavovittata
Vittatopothyne flavovittata är en skalbaggsart som först beskrevs av Stefan von Breuning 1960.  Vittatopothyne flavovittata ingår i släktet Vittatopothyne och familjen långhorningar. Inga underarter finns listade i Catalogue of Life.